# Хакала, Санни
Санни Хакала (фин. Sanni Hakala; род. 31 октября 1997, Йювяскюля, Западная Финляндия) — финская хоккеистка, капитан шведского клуба «ХВ71». Играла на позиции левого нападающего. Завершила спортивную карьеру после травмы в ноябре 2023 года.

## Биография
Родилась 31 октября 1997 года в Йювяскюля.
В раннем детстве переехала с семьёй в Ээнекоски.
Начала играть в хоккей в мужской команде в местном клубе «Суолахден-Урхо». Через 12 лет перешла в женский хоккей.
В 9 классе вернулась в Йювяскюля и начала играть в клубе «ЮП». В возрасте 15 лет, в сезоне 2012/13 дебютировала в Найстен-лиге.
В сезоне 2016/17 стала выступать за клуб «Кярпят» из Оулу.
Однако в середине сезона, в ноябре 2016 года перешла в шведский клуб «ХВ71». В сезоне 2022/23 была капитаном.

### Карьера в сборной
Хакала представляла Финляндию на чемпионатах мира среди юниорских команд в 2013, 2014 и 2015 годах.
Хакала представляла Финляндию на чемпионатах мира в 2016 (где заменила травмированную Эмму Нуутинен), 2017, 2019 и 2021 годах, а также на зимних XXIII Олимпийских играх 2018 года в Пхёнчхане и XXIV Олимпийских играх 2022 года в Пекине. На чемпионате мира 2019 года в Эспоо финская команда завоевала серебро, в 2017 и 2021 годах — бронзу, на Олимпиадах 2018 и 2022 года — бронзу.

### Травма
24 ноября 2023 года в матче «ХВ71» — «Юргорден» получила травму шеи, столкнувшись с воротами. Санни Хакала была доставлена в больницу на машине скорой помощи в больницу в Йёнчёпинге, откуда в тот же день переведена в Университетскую больницу в Линчёпинге и 25 ноября перенесла операцию. Травма привела к параличу ниже груди, Хакала завершила карьеру в 26 лет.